# Marco Ramos
Marco Miguel Gonçalves Ramos (ur. 26 kwietnia 1983 w Levallois-Perret) – portugalski piłkarz występujący na pozycji obrońcy.

## Kariera klubowa
Ramos urodził się we Francji w rodzinie portugalskich imigrantów. Zawodową karierę rozpoczynał w sezonie 2003/2004 w pierwszoligowym klubie AS Monaco. W Ligue 1 zadebiutował 18 października 2003 w zremisowanym 1:1 spotkaniu z AJ Auxerre. Na cały sezon 2004/2005 został wypożyczony do drugoligowego US Créteil-Lusitanos. Rozegrał tam 29 spotkań.
Latem 2005 roku trafił do drugoligowego LB Châteauroux. Pierwszy ligowy mecz zaliczył tam 29 lipca 2005 w przeciwko SC Bastii (1:1). W Châteauroux spędził rok. W tym czasie rozegrał tam 29 spotkań.
W 2006 roku Ramos podpisał kontrakt z pierwszoligowym RC Lens. Zadebiutował tam 12 sierpnia 2006 w przegranym 0:4 pojedynku z Lille OSC. W 2008 roku spadł z zespołem do Ligue 2, ale w 2009 roku powrócił z nim do Ligue 1.
| Sezon   | Klub                 | Kraj       | Rozgrywki   | Mecze | Bramki | Rozgrywki Europy | Mecze | Bramki |
| ------- | -------------------- | ---------- | ----------- | ----- | ------ | ---------------- | ----- | ------ |
| 2003/04 | AS Monaco            | Francja    | Ligue 1     | 2     | 0      | -                | -     | -      |
| 2004/05 | US Créteil-Lusitanos | Francja    | Ligue 2     | 29    | 0      | -                | -     | -      |
| 2005/06 | LB Châteauroux       | Francja    | Ligue 2     | 29    | 0      | -                | -     | -      |
| 2006/07 | RC Lens              | Francja    | Ligue 1     | 27    | 0      | -                | -     | -      |
| 2007/08 | RC Lens              | Francja    | Ligue 1     | 13    | 0      | -                | -     | -      |
| 2008/09 | RC Lens              | Francja    | Ligue 2     | 35    | 0      | -                | -     | -      |
| 2009/10 | RC Lens              | Francja    | Ligue 1     | 30    | 0      | -                | -     | -      |
| 2010/11 | RC Lens              | Francja    | Ligue 1     | 3     | 0      | -                | -     | -      |
| 2010/11 | SC Braga             | Portugalia | Liga Sagres | 0     | 0      | -                | -     | -      |
| 2011/12 | SC Braga             | Portugalia | Liga Sagres | 0     | 0      | -                | -     | -      |
| 2012/13 | AJ Auxerre           | Francja    | Ligue 2     | 19    | 0      | -                | -     | -      |
| 2013/14 | AJ Auxerre           | Francja    | Ligue 2     | 18    | 0      | -                | -     | -      |